# بو ييبو
بو ييبو؛ بو (17 فبراير 1908 - 15 يناير 2007) هو زعيم سياسي وعسكري واقتصادي صيني. كان واحداً من أبرز الشخصيات السياسية والأقتصادية في الصين خلال عقدي الثمانينيات والتسعينيات، انضم إلى صفوف مجموعة صغيرة من كبار المسؤولين في عهد دينج شياو بينج الذين عرفوا باسم «الثمانية الخالدين»..
انضم بو ييبو منذ الصغر إلى الحزب الشيوعي الصيني عندما كان عمره 17 عامًا، ويعمل كمنظم للحزب الشيوعي في مدينته الأصلية تاي يوان في شانشي. تم ترقيته لتنظيم حركة العصابات الشيوعية في شمال الصين في تيانجين عام 1928. إلى أن ثم اعتقله ومن ثم سجنه من قبل شرطة الكومينتانغ عام 1931. في عام 1936، وبدعم من الحزب الشيوعي، وقع بو اعترافًا معاديًا للشيوعية لضمان يكفل إطلاق سراحه. لكن بعد إطلاق سراحه عاد بو إلى ولاية شانشي وانضم مجدداً إلى حزب الشيوعيين، وحارب كل من الكومينتانغ والإمبراطورية اليابانية في شمال الصين حتى أكمل الشيوعيون توحيدهم للأراضي الرئيسي للصين عام 1949.
تم إبعاد بو ييبو من منصبه عام 1966 من قبل عصابة الأربعة المدعومة من ماو تسي تونغ، لكن دينج شياو بينج قام بإعادته إلى السلطة مجدداً في أواخر سبعينيات القرن الماضي. بعد وفاة ماو، وخلال مسيرة بو، شغل مناصب متتالية أبرزها وزير المالية في الصين الشيوعية، وعضو في المكتب السياسي للحزب الشيوعي، ونائب رئيس مجلس الوزراء، ورئيس اللجنة الاقتصادية للدولة، ونائب رئيس اللجنة الاستشارية المركزية للحزب الشيوعي.
كان بو أحد أطراف المجموعة المختارة من المحاربين القدامى والأقوياء المتمركزين في فترة حكم دينغ الذين عرفوا بشكل غير رسمي باسم «الثمانية الخالدين» لطول العمر السياسي والتأثير الهائل الذي لقوا به خلال الثمانينيات والتسعينيات القرن الفائت. تراجعت المشاركة السياسية لبو في التسعينيات، لكنه استخدم نفوذه لدعم كل من دينج شياو بينج وجيانغ زيمين، ولتعزيز حياة ابنه بو شيلاي. بعد العودة إلى السلطة مجدداً، أيد بو التحرير الاقتصادي، لكنه كان محافظًا ومعتدلًا سياسيًا. كان في البداية يدعم كلاً من هو ياو بانج ومتظاهري تيانانمن عام 1989 ، ولكن في النهاية أقنعه المحافظون بعدم الاستقالة عام 1987. ودعم استخدام العنف ضد المتظاهرين في عام 1989.

## سيرة شخصية

### حياة سابقة
ولد بو ييبو في تاي يوان، عاصمة ولاية شانشي، التي أصبحت واحدة من أفقر المقاطعات في الصين بحلول أوائل القرن العشرين. وكان والده حرفيًا يقوم بإنتاج الورق، لكن العائلة كانت فقيرة جدًا لدرجة أنهم أجبروا على إغراق أحد إخوة بو حديثي الولادة لأنهم لم يكونوا أثرياء بما يكفي لإطعامه. عندما كان طالب، كان بو ناشطًا سياسيًا مناهض للفقر، نظم ذات مرة احتجاجًا على الضرائب المحلية على الأراضي، وندد بالحالة الاقتصادية التي تشهدها الصين ذلك الوقت.  بعد تخرجه من المدرسة الثانوية في تاي يوان التحق بجامعة بكين. وأثناء دراسته في بكين، انضم إلى الحزب الشيوعي الصيني من داخل الجامعة وبدأ العمل مع الحزب كمنظم للحزب، وكان ذلك بعد أربع سنوات من تأسيسه الحزب عام 1925.
بين عامي 1925 و 1928 شغل بو ييبو عددًا من المناصب المحلية الصغيرة كمنظم ومنسق للحزب الشيوعي الخارج عن القانون آنذاك في مدينته تاي يوان. وبعد أن بدأ الحاكم تشيانج كاي شيك في حزبه كومينتانغ (الكومينتانغ) في قمع الشيوعيين في جميع أنحاء الصين بعنف وقسوة وادخالهم السجون باستمرار وتعذيبهم لمنع تفشي الفكر الشيوعي داخل الصين. في حين ذهب بو عام 1927 للاختباء واستمر في تنظيم الأنشطة الشيوعية في المناطق الريفية والمعزولة تحت الأرض. وفي عام 1928 تم إرسل بو من قبل الحزب الشيوعي للعمل تحت الأرض كمنظم للحزب في تيانجين. إلى أن تم اعتقاله من قبل الكومينتانغ ثلاث مرات. وبعد آخر مرة في عام 1931، أمضى عدة سنوات في السجن. وأثناء سجنه في منشأة إصلاحية للأفراد العسكريين في بكين، كان بو يومها يحمل لقبًا رسميًا للحزب الشيوعي وكان مسؤولًا عن نشر المبادئ الشيوعية وتنظيم الأنشطة والأعمال الشيوعية من داخل السجن في بكين.
في أواخر عام 1936، بدأت الكومينتانغ التي تحكم مقاطعة شانشي مسقط رأس بو بالخوف من أن الإمبراطورية اليابانية كانت تخطط لغزو الصين وشكلت «جبهة موحدة» مع الشيوعيين لمقاومة اليابانيين في شانشي. ثم بدأ يان في جذب سكان شانشي في جميع أنحاء الصين للعودة والعمل من أجل حكومته في مختلف المنظمات الوطنية. رتب أحد زملاء بو السابقين والشيوعي السابق الذي كان يعمل لدى يان، للسفر إلى بكين وتأمين تعاونه مع بو. نجح بقوة في إقناع بو بالتوقيع على اعتراف معاد للشيوعية لتأمين إطلاق سراحه  (بدعم ضمني من الحزب الشيوعي)  وعاد بو إلى شانشي للعمل مع يان شيشان في أكتوبر 1936.  بعد عودته إلى شانشي، وضع يان بو في «رابطة التضحية الوطنية»، وهي منظمة محلية مكرسة لتنظيم المقاومة المحلية ضد الغزو الياباني  (التي نظمها بو كواجهة لتعزيز الشيوعية). أثناء عمله في عهد يان، نظم بو «فيلق يجرؤ على الموت» من المتطوعين الشباب  واستخدم علاقته الطيبة مع يان لإقناع يان بإطلاق سراح الشيوعيين الذين كانوا محتجزين في السجن.
 بعد أن نجح القوات اليابانية في الاستيلاء على شمال مقاطعة شانشي في عام 1937 والقضاء على 90 ٪ من قوات حكومة يان العسكرية في ذلك الوقت،  جمع بو الناجين من وحدته الشيوعية وأجرى عمليات حرب عصابات مناهضة لليابان في جنوب مقاطعة شانشي. وعندما انتهى التعاون بين حكومة يان والشيوعيين في عام 1939، قاد بو الناجين من وحدته التي كانت موالية له وانضم إلى جيش الطريق الشيوعي الثامن.  (على عكس السيرة الذاتية لبو، لم يشارك في المسيرة الطويلة).  عمل بو حتى استسلم اليابانيون، في عام 1945، كقائد ومفوض سياسي في جيش التحرير الشعبي، قاتلوا اليابانيين في شانشي وخبي وشاندونغ وخنان. وقد شغل عددًا من المناصب داخل الحزب الذي اعترف بسلطته الإدارية على جزء كبير من هذه المناطق، ونمت مكانته ونفوذه طوال فترة الحرب.  خلال المراحل اللاحقة من الحرب الأهلية الصينية، 1946-1949، عمل بو عن كثب تحت قيادة ليو شوقي والجنرال ني رونغتشن.
بعد فوز الحزب الشيوعي في الحرب الأهلية الصينية عام 1949، عمل بو كوزير للمالية في الصين ورئيس اللجنة الوطنية للتنمية والإصلاح. وقد روج لسياسات اقتصادية معتدلة إلى أن خسر تأييد الزعيم ماو عام 1958. خلال أوائل الخمسينيات، كان شريك ماو في السباحة.  خدم بو في عدد من المناصب المشابهة، بما في ذلك منصب نائب رئيس مجلس الوزراء (من عام 1957) في عهد الشيوعي تشوان لاي.   كان بو ييبو عضوًا في المكتب السياسي للحزب الشيوعي الصيني منذ المؤتمر الوطني الثامن للحزب عام 1956 وحتى بداية الثورة الثقافية، ومرة أخرى خلال قيادة دينج شياو بينج، منعام 1979 حتى المؤتمر الوطني الثاني عشر للحزب في عام 1982، عندما كان معظم الشيوخ قد تقاعدوا من المناصب الحكومية الرسمية آنذاك.

### الاضطهاد في الثورة الثقافية
عندما بدأت الثورة الثقافية في عام 1966، سرعان ما تم التعرف على بو باعتباره «رادارًا رأسماليًا» وتم إقصائه كأحد «61 من المتمردين» - أعضاء الحزب الذين قضوا وقتًا في سجون الكومينتانغ. أصدر جيانغ تشينغ البيان المعادي للشيوعية الذي وقعه بو في عام 1937 مع الكومينتانغ من أجل تأمين إطلاق سراحه من السجن، متهماً إياه «بخيانة الحزب» وجعله هدفًا سهلاً للاضطهاد.
بعد نقل بو إلى سجن في بكين، حيث اتهم وأدين بارتكاب العديد من الجرائم، بما في ذلك «العمود الفقري العام لمقر ليو دينغ الأسود»، «عنصر أساسي في زمرة ليو المتمردة»، «خائن كبير»، «عنصر مراجعة معاد للثورة»، و«عنصر الثلاثة المعاداين». ادعى خاطفيه أن العديد من هذه الجرائم يجب أن يعاقب عليها بالإعدام. بسبب رفض بو العنيد «للاعتراف» بهذه الاتهامات، تعرض لعدة وسائل تعذيب خلال عامي 1966 و 1967، تعرض خلالها للضرب بشكل روتيني وحُرم بانتظام من الطعام والماء والنوم. أثناء سجنه، حاول بو الاحتفاظ بالملاحظات حول ظروف تعرضه للضرب بالكتابة على قصاصات من الصحف، لكن سجانيه صادروها واستخدموها كدليل على انتفاضة بو. في النهاية، ارتجفت يديه كثيرًا لدرجة أنه لم يتمكن من حمل عيدان تناول الطعام، وكان عليه أن يتخلص من الأرز على أرضية زنزانته. عندما اشتكى لسجانيه من أن هذا لم يكن «بالطريقة الشيوعية»، قام سجانيه بضربه بقسوة أكبر.  تم سجن أطفال بو أو إرسالهم إلى الريف، وتوفيت زوجته في الأسر (قيل إنها تعرضت للضرب حتى الموت على يد الحرس الأحمر،   لكنهم ادعوا أنها انتحرت). سجن بو شيانغ وبو شيلاي وبو شيتشينغ في سن السادسة عشرة والسابعة عشرة والسابعة عشرة (على التوالي)، وأُرسل بو شينينغ إلى الريف في سن الرابعة عشرة. ظل بو في السجن لأكثر من عقد.
في 9 فبراير 1967، نظم كانغ شنج ورفاقه مظاهرة في استاد العمال ببكين لانتقاد و «النضال ضد» بو. قدم استعراض لبو عبر الملعب بلوحة حديدية حول عنقه تصف «جرائمه»، لكنه كان أكثر تحديًا من معظم الضحايا الذين اضطهدهم الحرس الأحمر، وطالب (دون جدوى) بالتحدث دفاعًا عن نفسه. بينما كان يجري عرضه، صرخ: «أنا لست خائنا! أنا عضو في الحزب الشيوعي!» وأصر إصرار بو على أنه كان عضوًا مخلصًا في الحزب الشيوعي وأن ماو قد كان موافق على جميع تصرفاته التي خلقت أجواء فوضوية، وتم إلغاء التجمع بعد ثلاث دقائق.  

### الوظيفة في عهد دينج شياو بينج
بعد ثلاث سنوات من وفاة الزعيم ماو تسي تونغ عام 1979، قاد دينغ شياو بينغ محاولة لإعادة تأهيل أعضاء الحزب الشيوعي الذين تعرضوا للاضطهاد والاعتقال السياسي خلال الثورة الثقافية الصينية، وأفرج عن بو من المعتقل وأعيد كعضو في المكتب السياسي للحزب الشيوعي،  وأعيد لمنصبه السابق لنائب رئيس الوزراء.  كما انضم إلى صفوف مجموعة صغيرة من كبار المسؤولين الآخرين في فترة حكم دينج الذين عادوا إلى الحكومة الشيوعية المعروفة باسم «الثمانية الخالدين». في عام 1982 تمت ترقيته من قبل اللجنة الاستشارية المركزية، وهي مجموعة رسمية معتمدة من شيوخ الحزب الشيوعي يتمتعون بأكثر من أربعين عامًا من الخبرة السياسية الميدانية في البلاد. وخلال الثمانينات من القرن الماضي، اشتبكت المجموعة الشيوعية مع فرقة من الإصلاحيين الشباب داخل الحزب بقيادة هوو ياوبانغ. 
كان بو مؤيدًا مهمًا للإصلاح الاقتصادي في أوائل الثمانينيات، لكنه دعم في النهاية جهود شيوخ الحزب الآخرين الأكثر تحفظًا لإقصاءه من السلطة في عام 1987. خلال احتجاجات ميدان تيانانمين عام 1989 ، دعم بو في البداية قادة الحزب المعتدلين الذين دعوا إلى التسوية مع المتظاهرين، ولكن تم إقناعهم لاحقًا بدعم المتشددين في الحزب الذين اعتقدوا أن الطلاب يخضعون سراً لـ «إمبرياليين لهم دوافع خفية». وأيد في النهاية قرار استخدام القوة لقمع المظاهرات. 
جاء بو لدعم الإصلاح الاقتصادي بعد رحلاته في الثمانينيات إلى منشآت بوينغ في الولايات المتحدة. اكتشف بو خلال زيارته أنه كانت هناك طائرتان فقط متوقفتان في المرفق. سأل المديرين التنفيذيين لشركة بوينغ ما إذا كان سيتم ترك أي طائرات إذا كانت الطائرتان اللتان رآهما سيتم ازالتهم. أجاب المسؤولون التنفيذيون في الشركة أن إنتاجهم كان يعتمد على طلبات العملاء وأي شيء أكثر من اللازم سيكون مضيعة للموارد. بعد هذه الزيارة إلى بوينغ، أصبح بو أكثر انتقادا للممارسة الصينية للاقتصاد المخطط، مشيرا إلى أن زيادة الإنتاج كانت في الواقع مضيعة للموارد. حتى بالنسبة للاقتصاد المخطط، يعتقد بو أن التخطيط المركزي يجب أن يعتمد على الطلب في السوق بدلاً من التخطيط الجامد على الطراز السوفيتي الذي يتم دون النظر إلى قوى السوق. [بحاجة لمصدر]
بعد عام 1989 تدخل بو مرات متعددة لدعم جهود دينج شياو بينج لاستئناف التحرير الاقتصادي (وليس السياسي)، ولمنع المتشددين الشيوعيين الاقتصاديين من السيطرة على سياسات الحزب الشيوعي بما يناسب الحزب لا على حاجة الشعب الصيني.  حتى بعد تقاعد بو بالكامل خلال التسعينيات، فإن وجوده كان يعني الكثير وظل الشخصية المؤثرة التي لا تزال تسحب الخيوط وراء الكواليس ويمكنه أن يصنع ويحدد مسؤولي الحزب الشيوعي الحاكم.  كما استخدم نفوذه لدعم صعود جيانغ تسه مين، الذي أصبح الأمين العام للحزب الشيوعي الصيني في عام 1989. وفي عام 1993 شارك في تأليف كتاب عن التاريخ المبكر للحزب الشيوعي الصيني. 
دعم بو ييبو عن كثب الحياة السياسية لإبنه ونجله بو شيلاي،  والذي يعتبر عضوًا في «حزب ولي العهد» الشيوعي. وفي النهاية، أصبح النجل بو شيلاي وزيراً للتجارة في الصين. فيما بعد أصبح السكرتير للجنة الحزب الشيوعي الحاكم في تشونغتشينغ، لكن مسيرته السياسية انتهت بفضيحة وانغ ليجون عام 2012. حصل بقية أطفال بو ييبو على الإقامة الأجنبية. وأصبحت ابنته تحمل الجنسية الأمريكية وهي مواطنة أمريكية تعيش في الولايات المتحدة.[بحاجة لمصدر]
عاش بو ييبو فترة طويلة من العمر بما يكفي ليكون أكبر أعضاء الحزب الشيوعي في الصين بنهاية حياته.  حيث توفي عن عمر يناهز 98 عامًا في مستشفى كلية بكين الطبية، في بكين بتاريخ 15 يانير 2007.

## الوفاة
عاش بو طويلاً بما يكفي ليصبح أكبر عضو سناً في الحزب الشيوعي في الصين بنهاية حياته. وتوفي بمرض لم يُكشف عنه في 15 كانون الثاني (يناير) 2007. تم حرق جثته ودفن رفاته في مقبرة بابوشان الثورية بجوار زوجته هو مينغ. ودُفنت ابنته التي توفيت بعد اثنتي عشرة سنة بجانبهم.

## روابط خارجية
- بو ييبو على موقع مونزينجر (الألمانية)

## قائمة المراجع
- «سيرة بو ييبو» . تشاينا ديلي . 17 يناير 2007. تم الاسترجاع في 28 مايو 2012.
- Feng Chongyi and Goodman، David SG، eds. شمال الصين في الحرب: البيئة الاجتماعية للثورة، 1937-1945  لانهام، ماريلاند: رومان وليتفيلد. 2000. (ردمك 0-8476-9938-2)
- «بو Yibo ، الثورية الصينية، ويموت في 98» فاينانشال تايمز . 17 يناير 2007. تم الاسترجاع في 28 مايو 2012.
- جيلين، دونالد ج. ورلورد: ين هسي شان في مقاطعة شانشي 1911-1949 . برينستون، نيو جيرسي: مطبعة جامعة برينستون. 1967.
- جونيتشنز، جون. «بو ييبو: الزعيم الصيني المخضرم و» الخالد «الذي نجا ولاءه للحزب من عمليات التطهير» . الجارديان . 24 يناير 2007. تم الاسترجاع في 27 مايو 2012.
- خان، يوسف. «وفاة بو ييبو، القائد الذي ساعد في إعادة تشكيل اقتصاد الصين،» . نيويورك تايمز . 16 يناير 2007. تم الاسترجاع في 28 مايو 2012.
- Wortzel ، لاري M. قاموس التاريخ العسكري الصيني المعاصر  ويستبورت، ط م: غرينوود. عام 1999. (ردمك 978-0313293375) ISBN   978-0313293375 . تم الاسترجاع في 29 مايو 2012.
- وو Linquan وبنغ فاي. «بو ييبو لديه مشكلة الموقف» . في الثورة الثقافية الصينية، 1966-1969: ليس حفل عشاء . إد. مايكل شوينهالز. أرمونك، نيويورك: بوابة الشرق. عام 1996. (ردمك 1-56324-736-4) ISBN   1-56324-736-4 . ص.   122-135. تم الاسترجاع في 28 مايو 2012.

| المكاتب الحكومية    | المكاتب الحكومية                                | المكاتب الحكومية         |
| ------------------- | ----------------------------------------------- | ------------------------ |
| يتقدم بواسطة لا شيء | وزير المالية في جمهورية الصين الشعبية 1949-1953 | نجح بواسطة دنغ شياو بينغ |